# No. 48 Squadron RAF
No. 48 Squadron RAF brytyjska jednostka lotnicza utworzona w kwietniu 1916 w Netheravon w Wiltshire jako No 48 Squadron RFC, został rozwiązany w 1976 roku.
Od marca 1917 roku do końca wojny jednostka służyła na terytorium Francji. No. 48 Squadron RAF w całym okresie I wojny światowej odniosła  317 zwycięstw powietrznych.
Łącznie w jednostce w okresie I wojny światowej służyło 32 asów myśliwskich m.in.:
Keith Park (20), Fred Holliday (17), Ralf Curtis (13), John Letts (13), Brian Edmund Baker (12), Harold Oaks (11), Leonard Allen Payne (11), Robert Dodds (10), James Binnie (9), John Milne (9), Charles Napier (9), Frank Ransley (9), Alan Wilkinson (9), Arthur Cooper (7), Robert Coath (7), Herbert Hartley (7), Thomas Percy Middleton (7), William Price (7), Charles Steele (7), John Drummond (6), Norman Millman (6), Thomas Rae (6), Owen Scholte (6), William Winkler (6), Frederick Cunninghame (5), Hugh Elliott (5), Roger Bolton Hay (5), Robert Hazen Little (5), Harold Johnstone Pratt (5), Alan Incell Riley (5), Norman Roberts (5), Edward Williams (5).
Piloci eskadry latali na samolotach Bristol F.2 Fighter od marca do lipca na F2A, a od maja 1917 do maja 1919 na F2B.
Jednostka została przemianowana na  No. 5 Squadron RAF w dniu 1 kwietnia 1920 roku.
W 1935 eskadrę zreformowano i w bazie  w Bicester została przeorganizowana na jednostkę obserwacyjną i wyposażona w samoloty Avro Anson. W 1939 roku służyła jako jednostka rozpoznawcza i patrolowała południowe wybrzeże Wielkiej Brytanii. W 1941 roku jednostka została przezbrojona w lekkie samoloty bombowe Lockheed Hudson i służyła w rejonie Morza Północnego jako jednostka do zwalczania łodzi podwodnych. W grudniu 1942 roku została przeniesiona na Gibraltar. W 1944 roku eskadra powróciła do Wielkiej Brytanii i przezbrojona w samoloty Dakota. Służyła jako jednostka transportowa do 16 stycznia 1946 roku kiedy została rozwiązana.
Powołana do życia po raz trzeci 15 lutego 1946 roku po przemianowaniu No. 215 Squadron RAF. 7 stycznia 1976 roku eskadrę rozwiązano.